# Convoi no 77 du 31 juillet 1944
Le convoi no 77 du 31 juillet 1944, ou « convoi 77 », est le dernier grand convoi de déportation de Juifs parti du camp d'internement de Drancy pour la gare de Bobigny à destination du centre de mise à mort d'Auschwitz-Birkenau.
Ce convoi, outre le nombre important de déportés et parmi eux d’enfants en bas âge, présente les caractéristiques de ceux qui ont été organisés dans l’urgence, face à la débâcle annoncée de l’armée allemande : les origines géographiques des déportés sont très variées (mais plus de la moitié est née en France) et certaines personnes (femmes de soldats, conjoints d'aryens, etc.) qui parfois ont été internées dans les camps satellites de celui de Drancy, dits « camps parisiens », avaient un statut qui les avait jusqu’alors protégés des « transports ». Mais c'est surtout l'attention particulière portée à la déportation des enfants par l'officier SS Alois Brunner qui caractérise le convoi 77.

## Histoire

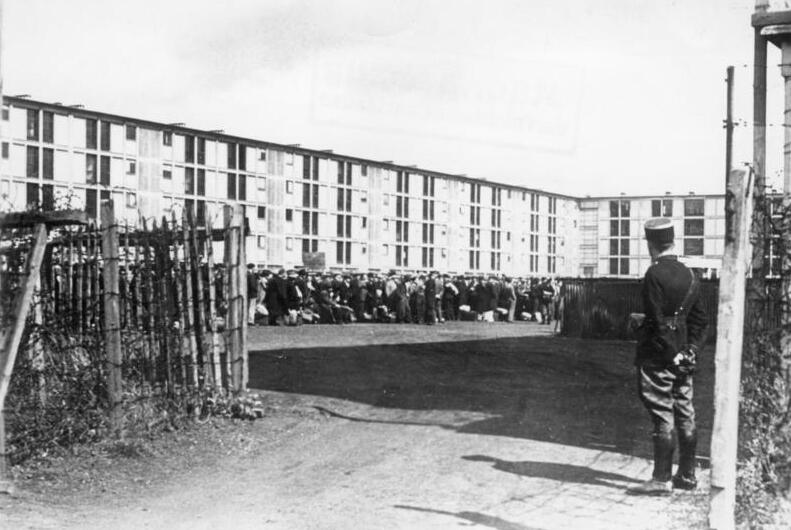
Camp de Drancy, août 1941

Le convoi no 77 est parti du camp de Drancy, le 31 juillet 1944, soit dix-sept jours avant la libération du camp. Il a déporté 1 309 personnes, dont 324 enfants et nourrissons, entassées dans des wagons à bestiaux.
Il est arrivé dans la nuit du 3 août et la « sélection » est immédiatement pratiquée. La date officielle retenue pour la mort des déportés qui ne sont pas entrés dans le camp de concentration pour le travail est celle du 5 août 1944.
À la fin de la guerre, le 9 mai 1945, seuls 251 déportés de ce convoi ont survécu ; 847 ont été exterminés dans les chambres à gaz dès leur arrivée.

### Noms de déportés

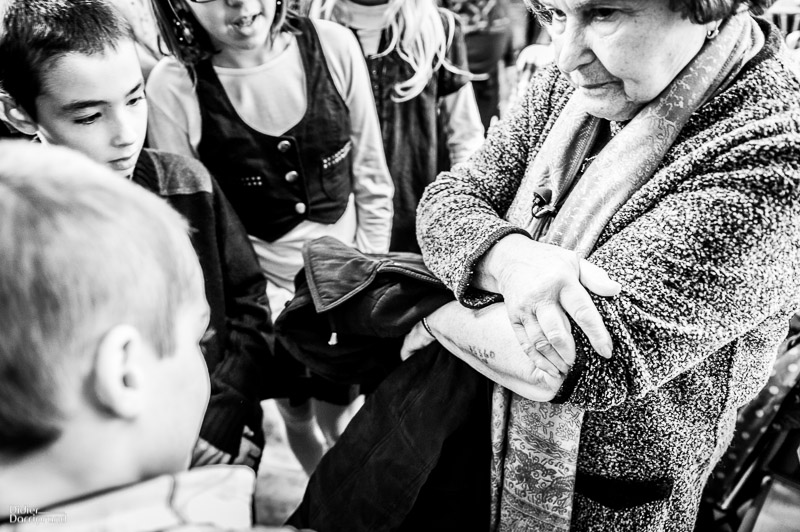
Ida Fensterszab-Grinspan, Française déportée à 14 ans à Auschwitz dans le convoi 68 et rescapée, lors d'une rencontre avec les élèves de l'école qui porte son nom à Sompt (Deux-Sèvres).

Se trouvent notamment dans ce convoi :
- Edma Levy-Valensi (58 ans) la mère d'Éliane Amado Levy-Valensi,
- la résistante Yvette Lévy (18 ans), qui survivra,
- la résistante Régine Skorka-Jacubert (24 ans) et son frère le résistant Jérôme Skorka (20 ans), témoins au procès de Klaus Barbie (dont les parents, Jacob Skorka (53 ans) et Slatka Skorka (50 ans) sont déportés dans le convoi no 31 et le frère Léon Skorka (14 ans) est déporté par le convoi no 8),
- Jankiel Fensterszab (46 ans), père d'Ida Grinspan (déportée par le convoi no 68 à l'âge de 14 ans) (sa mère, Chaja Fensterszab (44 ans), est déportée par le convoi no 11),
- le résistant Jean-Guy Bernard (27 ans), époux de la résistante Yvette Farnoux, déportée par le convoi no 72 (elle survit, lui meurt en route),
- Gérard Klebinder (30 ans), époux de Edith Klebinder (30 ans), déportée dans le convoi no 71, qui témoigne au procès Barbie,
- Claude Bloch (15 ans), témoin de la Shoah,
- Yvette Gutman (15 ans), dont le frère Simon Gutman (18 ans) (survivant) est déporté dans le convoi no 1, dont le frère, Mordka Gutman (20 ans), est déporté par le convoi no 4, dont le père, David Gutman (43 ans) (survivant), est déporté par le convoi no 12, dont le frère, Szrul Gutman (14 ans), et la sœur, Chana Gutman (17 ans), sont déportés par le convoi no 15, dont le frère, Isaac Gutman (9 ans), et la sœur, Bella Gutman (7 ans), sont déportés par le convoi no 23,
- Jacob Hopensztand (10 ans), dont le père, Abram Hopensztand (46 ans), est déporté dans le convoi no 3 et dont la mère, Szyfra Hopensztand (36 ans) est déportée dans le convoi no 11,
- Joseph Menahem (âgé de 50 ans) et Julie Menahem (40 ans), les parents du résistant Freddy Menahem,
- Léo Cohn, un des grands leaders des Éclaireurs israélites de France, s'occupe de l'instruction religieuse et le sauvetage d'enfants juifs,
- Denise Holstein (17 ans), survivante et témoin, accompagnant les enfants dont elle était monitrice, dont Simone Goldberg[6], et dont les parents Bernard Holstein (53 ans) et Juliette Holstein (41 ans) ont été déportés dans le convoi no 62,
- Salomon Passy (65 ans), grand-père de Victor Perahia (11 ans), survivant et témoin (déporté avec sa mère, Jeanne Perahia (35 ans), dans le convoi no 80 et dont le père Caleve Perahia (41 ans) a été déporté par le convoi no 8)[5],
- Abraham Fridman (16 ans) survivant de la Shoah[5].
- Marco Adato (42 ans), né en Turquie, envoyé immédiatement en chambre à gaz.
- les époux Fanny et Sigismond Luzatto, grands-parents par alliance de Philippe Bouvard[7].

### Enfants
Alois Brunner, le commandant du camp de Drancy, pressé par l’avancée des troupes alliées depuis le débarquement du 6 juin 1944 et aidé par la confusion qu’entraîne l’attentat raté contre Hitler le 20 juillet, en profite pour poursuivre jusqu’au bout sa folie meurtrière. Il tient à ne laisser aucun enfant juif derrière lui et procède à des rafles là où il est sûr de trouver les enfants : dans les maisons d’enfants et les homes de l’Union générale des israélites de France (UGIF) de la région parisienne, ou ceux dans lesquels elle les avait placés, et qui n’avaient pas dispersé les orphelins ou enfants isolés dont l’organisation avait officiellement la garde.
Plus de 300 enfants (dont 18 nourrissons et 217 enfants âgés de 1 à 14 ans) sont arrêtés, emmenés à Drancy puis déportés dans le convoi no 77. Parmi eux se trouvent les 20 petites filles de l'orphelinat de Saint-Mandé et leur directrice, Thérèse Cahen, qui les accompagnera dans la chambre à gaz.

### Composition du convoi
La majorité des déportés sont nés en France (55 %) : 35 nationalités sont représentées, dont – outre les Français (y compris algériens) – les Polonais, les Turcs, les Soviétiques (notamment Ukrainiens) et les Allemands, pour les plus nombreuses.
Le nombre des enfants déportés est important (324) : 125 sont âgés de moins de 10 ans.
La plupart sont nés en France et viennent des maisons de l’UGIF, après avoir parfois transité dans des camps en province (Angoulême, Lyon, Pithiviers ou Beaune-la-Rolande), et leurs parents ont déjà été déportés avant eux.

### UGIF

Localisation des bureaux de l'UGIF en 1942

La loi du 29 novembre 1941 crée l’Union générale des israélites de France (UGIF), sous la houlette du Commissariat général aux questions juives (dirigé par Xavier Vallat) et sur l’instigation de la Gestapo. Elle officie aussi bien en zone occupée qu’en zone libre. Son rôle est « d’assumer la représentation des Juifs auprès des pouvoirs publics, notamment pour les questions de prévoyance et de reclassement social. » Tous les Juifs de France, français ou étrangers, sont obligés de s’y affilier. Pour assurer son fonctionnement et payer l’amende du milliard réclamé par les Allemands, elle est chargée de prélever une taxe annuelle sur tous les Juifs âgés de plus de 18 ans, alors que les biens et entreprises juifs sont saisis et que les Juifs n’ont plus le droit de travailler dans de nombreux secteurs (fonction publique, presse, enseignement, etc., notamment depuis la loi du 3 octobre 1940, édictée selon la volonté de Pétain).
Sa mission officielle étant l’assistance, le sort des enfants juifs dont les parents avaient été arrêtés lui est confié. Pour cela, l’UGIF ouvre des « maisons d’enfants », des homes d’enfants et des écoles professionnelles où résident aussi les adolescents. Si certains enfants ont été placés là par leur famille, la plupart des pensionnaires des maisons gérées par l’UGIF sont enregistrés à Drancy auprès des autorités allemandes. Ils sont désignés sous le terme « d'enfants bloqués ».

### Responsabilité de l'UGIF
Chargée de la supervision du camp de Drancy et de ses camps satellites, de l’hospice de Picpus, etc., l'UGIF apporte une aide aux internés sans ressources et doit équiper les déportés en couvertures.
Plusieurs survivants ainsi que des chercheurs et des historiens se sont interrogés sur la responsabilité de l’UGIF dans la déportation des enfants, non seulement du convoi no 77, mais d’autres aussi.
À la Libération, des voix se font entendre pour demander des comptes aux membres survivants de l’UGIF. Un jury d’honneur a été organisé, qui a statué sur la non-responsabilité de l’organisation. Certains témoignages mirent en lumière le fait que l’UGIF a abrité « un vaste réseau de Résistance illégale ».

### Sort des déportés du convoi 77

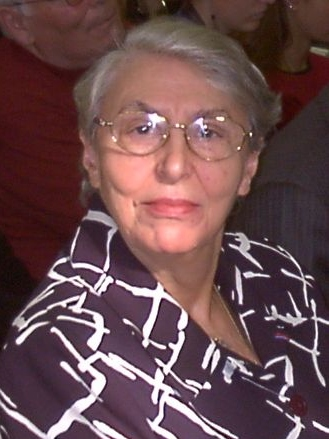
Yvette Lévy, déportée à 18 ans et survivante du convoi 77.

Sur les 1 309 déportés qui arrivent à Auschwitz, plus de la moitié, dont les enfants, sont immédiatement dirigés vers les chambres à gaz. 291 hommes et 183 femmes sont sélectionnés pour le travail.
Parmi les hommes sélectionnés, au moins 75 seront envoyés le 26 octobre 1944 dans le camp de concentration du Stutthof, près de Gdansk en Pologne, puis transférés, en novembre 1944, en Allemagne, dans les camps annexes de Hailfingen/Tailfingen, d'Echterdingen et à Dautmergen (Schömberg), Ohrdruf et même en Alsace, au camp de concentration de Natzweiler-Struthof. Depuis ces camps, des détenus sont transférés au camp de malades et de la mort de Vaihingen sur l'Enz. Quelques-uns ont été déportés vers Bergen-Belsen.
À la fin de la guerre, le 9 mai 1945, seuls 251 déportés ont survécu aux travaux forcés, aux sévices, aux expériences pseudo-médicales nazies et aux privations : 93 hommes et 158 femmes. Les récents travaux d'Alexandre Doulut et Sandrine Labeau[Qui ?] permettent d'arriver à ce chiffre, à une personne près. La liste des déportés de ce convoi est disponible sur le site de l’association Convoi 77 ainsi que plus d'une centaine de biographies.

#### Chronologie du convoi 77
D'après les travaux de l'historien allemand Volker Mall, et les récits de rescapés, la chronologie pour certains déportés, est la suivante, :
- 31 juillet 1944 : départ de Drancy de 1 309 femmes, hommes et enfants.
- 3 août 1944 :
  - arrivée à Auschwitz-Birkenau (Pologne).
  - 847 déportés sont envoyés dans les chambres à gaz.
  - sélection pour le travail : 291 (matricules B-3673 à B-3963) ; 183 femmes (matricules A-16652 à A-16834)[13].
- 26 octobre 1944 : au moins 75 hommes envoyés au camp de concentration du Stutthof (matricules B-3675 à B-3955).
- 28 octobre 1944 : arrivée à Stutthof (Pologne).
- 28 octobre 1944, selon Régine Skorka Jacubert, le même jour que la sélection de départ des hommes, un grand nombre de femmes furent sélectionnées pour un convoi en direction de Weisskirchen-Kratzau, pour travailler dans une usine d'armement.
- novembre 1944 :
  - 25 détenus envoyés au camp annexe de Hailfingen/Tailfingen[14] (Allemagne)
  - 20 détenus envoyés dans le camp annexe d'Echterdingen (Allemagne).
  - deux détenus envoyés sans doute au camp de Dautmergen (Allemagne).
  - un détenu envoyé au camp de concentration de Natzweiler-Struthof (Alsace), peut-être vers le Kommando Offenburg.
- 9 janvier 1945 et sq. : des détenus malades du camp d'Echterdingen sont transférés au camp mouroir de Vaihingen/Enz-Dachau.
- 20 janvier 1945 : des détenus d'Echterdingen envoyés au camp d'Ohrdruf, puis vers celui de Bergen-Belsen (Allemagne).
- 27 janvier 1945 : libération d’Auschwitz par l’Armée rouge.
- 13 février 1945 : plusieurs détenus du convoi envoyés à Vaihingen/Enz
- 26 février – 20 mars : des détenus envoyés au camp d'Ohrdruf, puis vers celui de Bergen-Belsen.
- 1er avril 1945 : évacuation du camp de Vaihingen/Enz vers Dachau.
- 7 avril 1945 : libération de Vaihingen/Enz par l’Armée française : deux détenus malades.
- 29 avril 1945 : libération de Dachau par l’Armée américaine : quatre détenus.

## Association Convoi 77: pour la mémoire et l’histoire du convoi 77
Afin de perpétuer leur mémoire et de connaître et faire connaître l’histoire des enfants, des femmes et des hommes qui ont été déportés par le convoi 77, une association est créée le 25 octobre 2014 à l’instigation de Georges Mayer, fils d’Alex Mayer, survivant du convoi 77.
Laïque et apolitique, l’association est constituée des familles et des amis de déportés, et de quelques-uns des survivants du convoi 77. Convoi 77 est ouverte à toutes les personnes qui souhaitent participer ou soutenir son projet de travail historique et de transmission de la mémoire de la Shoah, et se situe dans la lignée du travail immense de Serge et Beate Klarsfeld, qui en sont les références.
Le projet de Convoi 77 s’inscrit dans la démarche mémorielle qui entend redonner aux Juifs victimes de la Shoah leur statut individuel d’être humain, singulier dans la multitude. Toutefois, consciente du travail historique déjà accompli, de la situation contemporaine spécifique qui voit disparaître les derniers témoins en même temps que se développe une parole haineuse, véhiculée par de nouveaux réseaux de communication, l’association Convoi 77 a pris le parti original d’associer la collecte d’archives sur les déportés à une action de sensibilisation des jeunes publics européens aux processus politiques et idéologiques qui ont abouti à la Shoah.
C’est ainsi que Convoi 77 agit sur deux plans :
- la collecte d’archives et de témoignages : Il s'agit d'un travail d’envergure, dans la mesure où, pour plus de 900 déportés de ce convoi, il n’existe aucun moyen direct pour retrouver des documents personnels et familiaux. Des biographies sont rédigées et mises en ligne sur le site de l’association, illustrées quand cela est possible par des photos et/ou des documents. La liberté de ton est privilégiée, chaque rédacteur des notices choisissant celui qui lui convient pour redonner vie aux disparus. Comme tout travail historique, les informations évoluent au gré des sources disponibles et des recherches. Les biographies sont donc le reflet d'un savoir à un instant T et par conséquent soumises à une évolution dans la rédaction et les sources citées.
- Une contribution à la recherche et à l’enseignement de la Shoah auprès des jeunes Européens : Le « Projet européen Convoi 77 », dans sa recherche d’archives et de témoignages, associe des collégiens et lycéens, et leurs professeurs, des 35 pays d’où sont originaires les déportés du convoi 77. Il leur est proposé de rechercher, dans leur ville ou leur village, les traces des disparus qui naquirent et vécurent, même provisoirement, là où ces jeunes vivent aujourd’hui. Des personnes que leurs grands-parents ont peut-être côtoyés ou même connus. Dans de nombreux cas, des élèves de différents pays travailleront sur la biographie d’une même personne, ainsi, pour reconstituer le parcours d’une personne née en Pologne et arrêtée en France, des élèves polonais et français mettront, autant que faire se peut, leurs recherches en commun.

Ce travail de collation d’archives a pour objectif d’aider les jeunes à comprendre la réalité du phénomène concentrationnaire, tout en les confrontant à la complexité et aux difficultés auxquelles se heurtent les historiens. Une façon d’éveiller leur sens critique face aux discours simplificateurs de tout ordre.
Le « Projet européen Convoi 77 » a été lancé officiellement en avril 2015, à la Maison de France en Israël, en présence de dix-neuf ambassadeurs et représentants d’ambassades étrangères, et, en France, le 27 janvier 2017 par la ministre de l’Éducation, Najat Vallaud-Belkacem qui l'a présenté comme l'un des projets susceptibles faire évoluer l'enseignement de la Shoah. Le Projet Convoi 77 est soutenu, notamment, par l’Union européenne, la Fondation pour la mémoire de la Shoah, le mémorial de la Shoah, la mairie de Paris, l’OSE, les Fils et filles de déportés juifs de France et plusieurs ministères français et associations.
Les enseignants et élèves qui participent au projet disposent d'un site dédié pour communiquer avec l'association et entre eux. En France, des classes ont commencé le travail. Ainsi les élèves d'une classe de troisième du collège Charles Péguy de Palaiseau, emmenés par leur professeure Claire Podetti, ont choisi, en 2017, le théâtre pour donner vie au déporté Jankiel Fensterszab, le père d'Ida Grinspan. Ceux d'une classe de seconde du lycée Simone-Dounon de Cosne-sur-Loire et leur professeur ont enquêté sur une mère et une fille déportées qui vivaient à Bourges, tandis que des élèves du lycée la Prat's de Cluny, dans le cadre du projet « Matricule » initié dans leur établissement, font des recherches aux archives départementales de Saône-et-Loire sur la famille luxembourgeoise Handzel, réfugiée à Sancé et déportée dans le convoi. Le travail des élèves du lycée Gustave-Eiffel à Rueil-Malmaison mené avec leur professeur Sylvain Boulouque a été présenté sur France Culture en juin 2017.
L'association réalise un travail systématique de recherche documentaire auprès des centres d'archives français et internationaux susceptibles de détenir des documents (souvent inconnus ou inexploités) concernant les déportés du convoi, avec des partenaires tels que Le Mémorial de la Shoah, les Archives nationales, le ministère des Armées (Division des Archives des Victimes des Conflits Contemporains (DAVCC), Caen et Vincennes) ou les archives de la préfecture de police de Paris. Toute information sur une personne ayant été déportée dans le convoi 77, ou tout document la concernant (ou sa famille) qui serait conservé dans des archives familiales intéresse l'association, qui peut être contactée sur son site ou par l'intermédiaire de sa page Facebook.
Enfin, Convoi 77 encourage aussi des établissements d'enseignement supérieur à s’associer à la mise en œuvre du projet. Ainsi, en France l'Institut d'études politiques de Paris (Sciences Po) et l'université de Paris VIII Saint-Denis sont partenaires du projet. Une douzaine d'étudiants en master d'archives, sous la direction de leur professeur Marie-Anne Matard-Bonucci, ont effectué en 2017-2018, des recherches sur douze déportés et ont rédigé leur biographie pour le site, et, en 2018-2019, un autre groupe d'étudiants prend le relais. Deux groupes de travail à Sciences Po font le relais avec les établissements scolaires, l'un pour la France, l'autre pour les pays étrangers concernés.
Des échanges fructueux se poursuivent avec des associations dont les objectifs et les recherches croisent ceux de Convoi 77. Ainsi, l'Association pour la mémoire des enfants juifs déportés (AMEJD) qui fait un travail de recension des enfants déportés afin de faire appliquer sur les murs des écoles qu'ils ont fréquentées une plaque commémorative. De même, les échanges sont riches avec le Mémorial des Judéo-Espagnols déportés de France / Muestros Dezaparesidos[Qui ?], en effet de nombreux Judéo-Espagnols étaient présents dans ce convoi.
Les travaux liés au projet ont débuté en Algérie, Allemagne, Belgique, au Danemark, en Italie et en Pologne. Sur les plans national et international, Convoi 77 prend part à et organise des expositions, débats ou conférences. L'association participe à des groupes de réflexion sur la Shoah, contribue à la transmission de sa mémoire et à la constitution de son histoire.

## Filmographie
- Auschwitz Lutetia, film documentaire, Pascal Magontier, 58 min, 2000.